# Leon Włodarczak
Leon Włodarczak (ur. 1911, zm. 1940 w KL Hohenbruch) – działacz Związku Polaków w Niemczech, spółdzielca w Olsztynie (kierownik spółdzielni „Rolnik”), komendant hufca wschodniopruskiego Związku Harcerstwa Polskiego w Niemczech.

## Życiorys
Był bratem Feliksa Włodarczaka. Aresztowany przed atakiem na Polskę w sierpniu 1939 roku i rozstrzelany wraz z Sewerynem Pieniężnym w niemieckim obozie koncentracyjnym Hohenbruch 24.02.1940 roku.